# Pierre Desarmes
Pierre Richard Desarmes Pierre (Puerto Príncipe, Haití, 18 de septiembre de 1975) es un cantante, músico y modelo[cita requerida] haitiano, radicado actualmente en Chile. Su carrera inició en Santiago de Chile en el 2002 cuando surgió la banda «Reggaeton Boys» la cual integraba junto a Gyvens Laguerre y David Versailles.

## Biografía
Sus padres son Joseph Desarmes y Jeanelia Pierre. Desarmes creció en una familia practicante de la religión cristiana en Haití; él y su primo Gyvens Laguerre practicaban el Gospel en la iglesia donde asistían, siendo parte del coro de la misma; su interés musical lo llevó a cantar y bailar en las calles de la ciudad, el ritmo musical que lo caracterizaba en estas actividades fue el raggamufin.
En 2000 Desarmes llegó a Santiago de Chile, Chile acompañado de Laguerre y David Versaille con la finalidad de estudiar la carrera de medicina en un programa de intercambio en la Universidad Diego Portales; posteriormente se establecieron en dicho país debido a la precaria situación política y económica de su país.
Es importante destacar que dentro de las ciudades en las que estuvieron, se encuentra Calama, donde Pierre y Givens junto a una tercera integrante conformaban un grupo de baile que se presentaba en las distintas discotecas de la ciudad, entre ellas la recordada Iguana Discoteque. Posteriormente, en la misma ciudad abrieron una academia de baile, donde principalmente enseñaban a bailar salsa, que era el principal baile que exhibían en las discos. Luego de ello, migraron a Santiago donde, con el paso de unos años, gestaron el nacimiento del grupo de reggeaton que hasta hoy en día está vigente.

## Carrera musical

### Inicios y Reggaeton Boys
En Santiago Desarmes comenzó a trabajar cantando en shows de discotecas luego de que un productor musical viera su talento en la calle, más tarde trabajaría en grabaciones de discos musicales para otros músicos.
Desarmes, junto con Laguerre y Versaille formaron el grupo musical Reggeton Boy's, él cumplía con la función de cantante, sus participaciones en eventos artísticos y en distintos programas de televisión lograron captar la atención de un productor musical.
Junto con esta unión lanzaron dos álbumes musicales; el primer álbum musical fue lanzado en 2005 bajo el sello discográfico de Music World, este se llamó 'Nos fuimos afuegote, perreando y sandungueando, el álbum tuvo gran éxito vendiendo 37.000 copias.
 Se promocionaban constantemente en el programa juvenil de Mega, Mekano. En 2006 lanzan El despegue, algunos de los éxitos de este álbum incluyen «Báilalo», tema en la que Desarmes canta junto a Franco el Gorila, este último colaboró con él en otras oportunidades en 2008.

### R. Boys y presente
En 2010 su familia emigra a Santiago debido al terremoto de Haití ocurrido a principios de ese año, sin embargo tendrían que pasar por un segundo terremoto, este es el terremoto del 27 de febrero que azotó la zona centro-sur de Chile.
Este año Gyvens Laguerre deja Reggeton Boy's y posteriormente el grupo deja de existir, sin embargo Desarmes y Versaille continuaron su labor musical fundando el dúo R. Boys. En mayo de 2010 el dúo lanzó el tema «Fuerza Chile» en apoyo a la Selección de fútbol de Chile en la Copa Mundial de Fútbol de 2010, el tema fue bien recibido y respaldado por la crítica, así mismo Desarmes afirmó que R. Boys sacaría su primer álbum musical en junio, sin embargo dicho lanzamiento aún no se ha concretado. Este año graban el sencillo y vídeo musical de la canción Modelo Underground y Cuerpo a cuerpo.
El 15 de noviembre de 2010 Desarmes se integra al programa juvenil de Televisión Nacional de Chile, Calle 7, en su quinta temporada donde tuvo que participar en distintas pruebas físicas con el fin de no ser eliminado y ganar un gran premio final.
Desarmes abandonó Calle 7 el 22 de enero de 2011. Posteriormente, el 23 de marzo de ese año participó en el evento benéfico «Chile abraza a Japón» y el 31 de marzo el vídeo musical del sencillo «Quiero Tenerte Ahí» de R-Boys fue censurado por YouTube, debido a que el contenido podría considerarse inadecuado para algunos usuarios.

## Discografía

### Álbumes de estudio
- Nos fuimos a fuegote, perreando y sandungueando (2005 - Warner Music)
- El despegue (2006 - Universal Music)
- TBA (2011)

### Videos musicales
- Que la azoten
- Pappy dog
- Sexy
- Bailame
- Modelo Underground (2010)
- Quitarte la ropa (2010)
- Cuerpo a cuerpo (2010)
- Quiero Tenerte Ahí (2011)
- La Última Noche  (2012)
- Una Chica Normal (2010)
- una noche en el lubri (2022)
- en el lubri la pasamos bien(2022)
- te espero en el PL1 (2022)